# عبرانيون سود
الإسرائيليون العبرانيون السود (يُطلق عليهم أيضاً الإسرائيليون العبرانيون، والعبرانيون السود، والإسرائيليون السود، والإسرائيليون العبرانيون الأفارقة) هم مجموعات من الأمريكيين الأفارقة الذين يعتقدون أنهم من نسل بني إسرائيل القدماء. يدمج الإسرائيليون العبرانيون السود جوانب معينة من المعتقدات والممارسات الدينية لكل من المسيحية واليهودية، على الرغم من أنهم ابتكروا تفسيرهم الخاص للكتاب المقدس. يُفضل الكثير منهم تحديد هويتهم كإسرائيليين عبرانيين أو عبرانيين سود بدلاً من يهود للإشارة إلى صِلاتهم التاريخية المزعومة.
الإسرائيليون العبرانيون السود ليسوا مرتبطين بالمجتمع اليهودي السائد، وهم لا يستوفون المعايير المُتوافق عليها لتعريف الناس على أنهم يهود من قبل المجتمع اليهودي. هم أيضاً خارج حظيرة المسيحية السائدة، التي تعتبر الإسرائيلية العبرانية السوداء مجرد هرطقة. الإسرائيلية العبرانية السوداء هي حركة غير متجانسة مع عدد من المجموعات التي لها معتقدات وممارسات مختلفة. تم انتقاد طوائف مختلفة من الإسرائيلية العبرانية السوداء من قِبل الأكاديميين لترويجهم للتعديل التاريخي.

## وصلات خارجية
- Commandment Keepers
- Israelite Church of God in Jesus Christ
- Israelite School of Universal Practical Knowledge
- Gathering of Christ Church
- Masharah Yasharahla
- Israel United in Christ
- Beth Shalom B'nai Zaken Ethiopian Hebrew Congregation نسخة محفوظة 26 أكتوبر 2021 على موقع واي باك مشين.
- Two Hebrew Israelite Biblical Verses Examined